# TeamCity
TeamCity — CI/CD-сервер, система управління побудовою застосунків і неперервної інтеграції, для тестування програмного забезпечення та організації ефективної колективної роботи над кодом. Написана на Java, інтегрується з GitHub
Усі права належать JetBrains, однак для публічних проектів та невеличких команд Freemium (безкоштовна).
Першопочатково розроблявся для роботи над проектами написаними на Java і .NET.

## Можливості
- Миттєві повідомлення про помилки збірки без очікування закінчення збірки, для виявлення проблем
- Можливість запускати збірку і тестування зміненого коду без "комітів" в систему контролю версій, прямо з IDE
- Конфігуровані умови падіння збірки на основі безлічі метрик, включаючи такі як число провалених тестів, число непокритих класів і модулів, а також метрики, що виключають можливість деградації якості коду
- Підтримка Java і .NET проектів з вбудованими ідентифікаціями структури проекту і тестів, аналізом коду, покриттям коду та інтеграцією з репозиторіями Maven і NuGet
- Вбудована підтримка Ruby і XCode проектів
- Інтеграція з системами контролю версій
- Ієрархічна структура проектів, що дозволяє легко налаштувати права і значно прискорює конфігурацію сервера
- Легке керування фермою білд-агентів, включаючи їх автоматичне оновлення, розбиття на пули і звіти по завантаженню
- Ролі і групи користувачів, що дозволяють швидко і легко налаштувати доступ до сервера для всіх користувачів компанії
- Змішана аутентифікація, що дозволяє використовувати різні способи аутентифікації (LDAP, Windows Domain, вбудована) одночасно
- Сервісні повідомлення, що дозволяють інструментам збірки безпосередньо спілкуватися з сервером, і REST API, що дає можливість керувати сервером, використовуючи сторонні скрипти
- Понад 100 безкоштовних готових до використання плагінів

## Інтеграція
Інтеграція з популярними інструментами:

### Системи керування версіями
- Git (для автоматичної підтримки git gc потрібний клієнт Git, встановлений на сервері для того, щоб виконувати обслуговування клонів Git, рекомендується остання версія)
- Subversion (версії сервера 1.4-1.9 і вище, якщо протокол є зворотньо сумісним).
- Perforce (вимагає клієнта Perforce, встановленого на сервері TeamCity). Перевірте проблеми із сумісністю.
- Team Foundation Server 2005, 2008, 2010, 2012, 2013, 2015, 2017.
- Mercurial (потрібний клієнт Mercurial "hg" v1.5.2 + встановлений на сервері)
- CVS
- SourceGear Vault 6 і 7 (вимагає, щоб бібліотеки командного рядка Vault встановлювалися на сервері TeamCity)
- Borland StarTeam 6 і вище (клієнтська програма StarTeam повинна бути встановлена на сервері TeamCity)
- IBM Rational ClearCase, Base і UCM режими (вимагає, щоб клієнт ClearCase був встановлений і налаштований на сервері TeamCity)
- Microsoft Visual SourceSafe 6 та 2005 (вимагає клієнта SourceSafe, встановленого на сервері TeamCity, доступного лише на платформах Windows)

### Хмарні сервіси(агенти)
- Amazon EC2
- VMWare vSphere

### VCS хостинг сервіси
- GitHub / GitHub Enterprise
- Bitbucket Cloud
- Visual Studio Team Services

## Дезінтеграція

### Зупинено збирання під
- Windows 7/7x64/10
- Linux on x86, x64, PPC and PPC64 processors
- macOS on Intel and PPC processors
- Solaris 10 on x86, x64 processors